# Május 3.
Május 3. az év 123. (szökőévben 124.) napja a Gergely-naptár szerint. Az évből még 242 nap van hátra.
Névnapok: Irma, Tímea + Alexander, Antonella, Antónia, Eutímia, Fülöp, Horác, Ivola, Jakab, Juvenál, Letta, Maura, Sándor, Seherezádé, Ténia, Timon, Timót, Timóteus, Timóteusz, Ugor, Viola, Violenta, Violett, Violetta, Viorika, Zsaklin

## Események

### Politikai események
- 1660 – A Gdańsk melletti Olivában megkötött békeszerződés értelmében a Lengyel Királyság elveszíti Poroszország, Riga és Livónia feletti uralmát.[1]
- 1791 – A lengyel nagy szejm megalkotja a május alkotmányt.[2]
- 1814 – XVIII. Lajos francia király bevonul a párizsi Tulieriákba, I. Napóleon császár lemondása után (az Első Restauráció).
- 1915 – Olaszország kilép a Hármas szövetségből (Május 23-án hadat üzen az Osztrák–Magyar Monarchiának).
- 1921 – Írországból kiválik hat, többségében protestáns északír grófság, és a létrejött Észak-Írország az Egyesült Királyság része lett.[3]
- 2007 – Oroszország nem tájékoztatja többé NATO-partnereit csapatmozgásairól, miután Vlagyimir Vlagyimirovics Putyin elnök meghirdeti az európai hagyományos erőket korlátozó (CFE) szerződés teljesítésének befagyasztását.
- 2007 – Az északkelet-afganisztáni Fajzabádban életét veszti egy cseh tiszthelyettes. Járművét a heves esőzések nyomán lezúduló sárlavina temeti maga alá.

### Sportesemények
- 1899 – A Ferencvárosi Torna Club (FTC) megalapítása.

Formula–1
- 1981 –  San Marinó-i nagydíj, Imola - Győztes: Nelson Piquet  (Brabham Ford)
- 1987 –  San Marinó-i nagydíj, Imola - Győztes: Nigel Mansell  (Williams Honda Turbo)
- 1992 –  spanyol nagydíj, Barcelona - Győztes: Nigel Mansell  (Williams Renault)

### Egyéb események
- 2000 – Az Amerikai Egyesült Államokban útjára indul a geocaching játék.

## Születések
- 1469 – Niccolò Machiavelli, olasz író, filozófus, politikus, korának egyik legnagyobb hatású gondolkodója. († 1527)
- 1509 – János, II. Ferdinánd aragóniai királynak és második feleségének, Foix Germána navarrai infánsnőnek az egyetlen gyermeke († 1509)
- 1620 – Zrínyi Miklós magyar költő, hadvezér († 1664)
- 1678 – Amaro Pargo, híres spanyol privatér és kereskedő. († 1747)
- 1750 – Hajnóczy József ügyvéd, királyi tanácsos, a magyar jakobinus mozgalom egyik kivégzett vezetője († 1795)
- 1770 – Balassovitz Márton evangélikus prédikátor († 1821)
- 1784 – Horvát István történész, nyelvész († 1846)
- 1791 – Henryk Rzewuski lengyel író († 1866)
- 1799 – nagyajtai Kovács István történész, jogász, az MTA tagja, az erdélyi történetírás úttörő alakja († 1872)
- 1820 – Blasy Ede hegymászó, vadász, szakíró († 1888)
- 1822 – Bittó István magyar politikus, miniszterelnök († 1903)
- 1826 – XV. Károly svéd király († 1872)
- 1873 – Hevesi Sándor magyar rendező, egyetemi tanár, drámaíró, kritikus, író, műfordító, színházigazgató († 1939)
- 1877 – báró Nopcsa Ferenc magyar paleontológus, geológus, albanológus, albán trónaspiráns, az MTA tagja († 1933)
- 1883 – Milotay István jobboldali politikus, Gömbös Gyula és Imrédy Béla támogatója († 1963)
- 1886 – Marcel Dupré francia orgonista, zeneszerző és pedagógus († 1971)
- 1892 – George Paget Thomson Nobel-díjas angol fizikus († 1975)
- 1896 – Dodie Smith angol novella- és drámaíró, a nagy sikerű Százegy kiskutya szerzője († 1990)
- 1898 – Golda Meir politikus, izraeli miniszterelnök († 1978)
- 1901 – Gino Cervi olasz színész († 1974)
- 1902 – Alfred Kastler Nobel-díjas francia (elzászi nemzetiségű) fizikus († 1984)
- 1913 – Nagy Miklós erdélyi agrármérnök, mezőgazdasági szakíró, szerkesztő († 1988)
- 1923 – Bíró András magyar író, költő, újságíró († 2016)
- 1924 – Ken Tyrrell (Alan Henry Robert Kenneth Tyrrell) a Tyrrell Formula–1-es csapat alapítója († 2001)
- 1931 – Varga László alkalmazott matematikus, informatikus, egyetemi tanár († 2020)
- 1932 – Czelnai Rudolf meteorológus, az MTA rendes tagja († 2025)[4]
- 1933 – James Brown amerikai blues-énekes († 2006)
- 1933 – Steven Weinberg amerikai Nobel-díjas fizikus († 2021)
- 1934 – Kővári György Ybl Miklós-díjas magyar építészmérnök († 1982)
- 1936 – Szilágyi János magyar újságíró, műsorvezető, riporter
- 1938 – Toldy Mária magyar énekesnő, énektanár
- 1942 – Loredana Nusciak olasz színésznő, fotómodell († 2006)
- 1947 – Gór Nagy Mária magyar színésznő, színészpedagógus
- 1947 – Kónya Imre politikus, a Boross-kormány belügyminisztere
- 1949 – Boy Hayje (Johan Gerard Haijje) holland autóversenyző
- 1952 – Szirmai Péter magyar színész († 2012)
- 1959 – Bobby "Blitz" Ellsworth az Overkill thrash metal együttes frontembere, a műfaj egyik legkarizmatikusabb előadója
- 1964 – Oberfrank Pál Kossuth- és Jászai Mari-díjas magyar színész, színházigazgató, érdemes művész
- 1965 – Bódi László (Cipő) magyar zenész, énekes, a Republic frontembere († 2013)
- 1969 – Hajós András magyar zenész, énekes
- 1972 – Bognár Tamás magyar színész, szinkronszínész
- 1973 – Fekete Linda magyar színésznő, énekesnő
- 1975 – Dulé Hill amerikai színész
- 1981 – Harsányi Gergely magyar kézilabdázó, a magyar férfi kézilabda válogatott jelenlegi csapatkapitánya
- 1983 – Fülöp Márton válogatott magyar labdarúgó, kapus, az angol elsőosztályú Sunderland A játékosa volt († 2015)
- 1984 – Ötvös András magyar színész
- 1985 – Szűcs István magyar labdarúgó, jelenleg a Debreceni VSC játékosa
- 1989 – Hosszú Katinka háromszoros olimpiai, hétszeres világ- és tizennégyszeres Európa-bajnok magyar úszónő.
- 1991 – Dobó Enikő magyar színésznő

## Halálozások
- 0115 – I. Sándor pápa (* 75 kb.)
- 1270 – IV. Béla magyar király, az országépítő (* 1235)
- 1294 – I. János brabanti herceg (* 1253)
- 1481 – II. Mehmed az Oszmán Birodalom hetedik szultánja (* 1432)
- 1509 – János, II. Ferdinánd aragóniai királynak és második feleségének, Foix Germána navarrai infánsnőnek az egyetlen gyermeke (* 1509)
- 1612 – Beythe István botanikus, protestáns prédikátor és püspök (* 1532)
- 1856 – Adolphe Adam francia romantikus zeneszerző (* 1803)
- 1905 – Balás Árpád egyetemi tanár, mezőgazdász, szakíró (* 1840)
- 1908 – Türr István magyar katonatiszt, olasz királyi altábornagy, az olasz szabadságharc tábornoka, Giuseppe Garibaldi harcostársa. A Korinthoszi-csatorna építésének egyik szervezője. (* 1825)
- 1912 – Hentaller Lajos magyar politikus, publicista (* 1852)
- 1945 – Garay János olimpiai bajnok vívó (* 1889)
- 1945 – vitéz Újfalussy Gábor magyar lovassági főparancsnok, altábornagy, országgyűlési képviselő (* 1877)
- 1952 – Csanády György magyar költő, újságíró, rádiórendező, a Székely himnusz szövegének szerzője (* 1895)
- 1965 – Keserű Alajos olimpiai bajnok vízilabdázó (* 1905)
- 1965 – Szakasits Árpád szociáldemokrata politikus, köztársasági elnök, a Magyar Népköztársaság Elnöki Tanácsának elnöke (* 1888)
- 1969 – Vincze Imre magyar zeneszerző (* 1926)
- 1979 – Abádi Ervin író, grafikus (* 1918)
- 1980 – Cseresnyés Rózsa magyar színésznő (* 1924)
- 1983 – Alexis Constatin francia autóversenyző (* 1909)
- 1983 – Orbán Tibor magyar színész, rendező (* 1943)
- 1986 – Bálint Endre Kossuth-díjas festőművész (* 1914)
- 2004 – Ken Downing (Kenneth Henry Downing) brit autóversenyző (* 1917)
- 2006 – Karel Appel holland absztrakt expresszionista festő, szobrász (* 1921)
- 2007 – Walter Schirra amerikai űrhajós: Sigma 7, Gemini–6, Apollo–7 (* 1923)
- 2013 – Feszt László romániai magyar grafikus, főiskolai tanár (* 1930)
- 2020 – Szilágyi István magyar színművész (* 1937)
- 2024 – Hammerl László olimpiai bajnok magyar sportlövő, edző, a nemzet sportolója (* 1942)

## Nemzeti ünnepek, emléknapok, világnapok
- Nemzetközi sajtószabadság napja
- Japán: az alkotmány ünnepe
- Lengyelország: az alkotmány ünnepe